# علاج متلازمة التعب المزمن
علاج متلازمة التعب المزمن (سي إف إس) متنوع وغير مؤكد، وتُدبر الحالة تدبيرًا بدل السعي لعلاجها علاجًا شافيًا.
أبدى علاجان فقط دليلًا متجددًا على فعاليتهما العلاجية لدى المصابين بمتلازمة التعب المزمن، وهما العلاج المعرفي السلوكي (سي بي تي) والعلاج التدريبي المتدرج (جي إي تي). بناء على أدلة من عدة تجارب سريرية عشوائية (آر سي تي)، بيّن استعراض منهجي نُشر في مجلة الجمعية الملكية للطب (أكتوبر 2006) أن تدخلات العلاج المعرفي السلوكي والعلاج التدريبي المتدرج أظهرت نتائج واعدة، ويبدو أنها تنقص الأعراض وتحسن الوظائف. بين الاستعراض أن الدليل على فعالية العلاج غير حاسم بالنسبة لمعظم التدخلات الأخرى، وأُبلغ عن بعض الآثار الضارة الهامة. وُجد أن المجموعة الأوسع من مقاييس النتائج المستخدمة في العلاج المعرفي السلوكي تمثل «مشكلة أساسية» في تقييم فعالية التدخلات عمومًا، ولم يثبِت أي تدخل فعاليته في استعادة القدرة على العمل.
لا توجد أدوية معتمدة من قبل إدارة الغذاء والدواء لعلاج التهاب الدماغ والنخاع/متلازمة التعب المزمن، رغم ذلك تُستخدم الأدوية دون موافقة لعلاج المرض (استخدام بدون تصريح). استُخدمت عقاقير لم يُوافق على طرحها في السوق لأي حالة في الولايات المتحدة في الدراسات التجريبية للمرض (مثل الإيزوبرينوزين والرينتاتوليمود). تشمل العلاجات الأخرى المقترحة العلاجات الطبية والطب البديل. وافقت الأرجنتين على استيراد الرينتاتوليمود واستخدامه.
يبقى إنذار متلازمة التعب المزمن سيئًا حتى إذا عولجت. يعد الشفاء «نادرًا» حتى بعد برنامج إعادة التأهيل الشامل.

## الإنظام
يعد الإنظام (إدارة النشاط) إستراتيجية إدارة أكثر من كونه علاجًا. يشجع الإنظام على التغيير السلوكي، ولكن على خلاف العلاج السلوكي المعرفي، يعترف بالتقلبات النموذجية في شدة الأعراض والتعافي المتأخر من التمرين لدى المريض. لا يتطلب الإنظام من المرضى زيادة مستويات النشاط لديهم إلا إذا شعروا بالقدرة على ذلك. يُنصح المرضى بوضع أهداف ونشاطات يومية مقدور عليها وتحقيق التوازن بين النشاط والراحة لتجنب العمل الزائد الذي قد يفاقم الأعراض. توصلت تجربة صغيرة معشاة إلى أن الإنظام مع العلاج التدريبي المتدرج يؤدي إلى نتائج أفضل إحصائيًا من العلاج بالاسترخاء والمرونة. وجدت دراسة استقصائية للمرضى تابعة لمنظمة أكشن فور عام 2008 أن الإنظام هو العلاج الأكثر فائدة، ووجدت دراسة استقصائية أخرى للمرضى تابعة لمنظمتين نرويجيتين (منظمة مي ومينين) أن 96% منهم قيموا الإنظام على أنه مفيد. في عام 2019، وجدت دراسة استقصائية كبيرة في المملكة المتحدة أن الإنظام أدى إلى تحسن هائل في صحة المرضى الجسدية، على الرغم من إبلاغ عدد قليل منهم عن تفاقم الأعراض.